# Friedrich Brandstetter
Friedrich Brandstetter (* 10. Oktober 1832 in Wien; † 20. März 1900 ebenda) war Gutsbesitzer und Abgeordneter zum Österreichischen Abgeordnetenhaus.

## Leben
Friedrich Brandstetter war Sohn des Ferdinand Brandstetter, einem Beamten bei der Hofkriegsbuchhaltung bzw. im Kriegsministerium. Friedrich besuchte zwei Jahre lang das Polytechnikum Wien, von 1851 bis 1852 eine Artillerie-Hauptschule und von 1852 bis 1853 die Artillerie-Akademie in Olmütz in Mähren. Im Jahr 1848 trat er in die Armee als Unterkanonier ein, wurde im Februar 1849 Oberkanonier, im Mai 1849 Bombardier, 1851 Kadett, 1853 Unterleutnant und 1854 Lehrer für Mathematik am Artillerie-Kadetten-Institut in Krakau (Galizien). Im Jahr 1856 war er am Artillerie-Kadetten-Institut in Marburg (Untersteiermark, heute in Slowenien). 1859 wurde er Oberleutnant und im Jahr 1860 außer Dienst gestellt. Er kaufte das Gut Rothwein/Radvanje (heute ein Stadtviertel in Maribor) und investierte nach 1870 in Blei- und Zink-Bergwerke in der Untersteiermark.  Ende November 1875 wurde er verhaftet, Anfang Dezember 1875 wurde ein Konkurs eröffnet. Im September 1876 wurde er wegen Wechselfälschungen zu fünf Jahren Kerker verurteilt, aber im Jänner 1879 begnadigt. Er starb verarmt durch Suizid in Wien.
Friedrich Brandstetter war von 1868 bis 1875 Mitglied im steiermärkischen Landtag (II., III. und IV. Wahlperiode). Von 1869 bis 1871 war er auch Mitglied des Gemeinderats von Marburg.
Er war römisch-katholisch und ab 1860 verheiratet mit Rosa von Mixich, verwitwete Gräfin Orssich († 1873), mit der er 3 Töchter und einen Sohn hatte, wobei eine Tochter und der Sohn jung verstorben sind. Seine Frau brachte auch eine Tochter aus ihrer ersten Ehe mit. Ab 1875 war Friedrich Brandstetter mit Leopoldine Wünsch verheiratet, die allerdings schon 1880 gestorben ist.

## Politische Funktionen
Friedrich Brandstetter war von 1870 bis 1875 Abgeordneter des Abgeordnetenhauses im Reichsrat (III., IV. und V. Legislaturperiode).
In der III. und IV. Legislaturperiode war er im Kronland Steiermark für die Wählerklasse Landgemeinden in der Steiermark (Cilli, Franz, Oberburg, Erlachstein, Tüffer, Gonobitz, Windischgratz, Schönstein, Mahrenberg, Marburg, Windisch-Feistritz, St. Leonhard, Luttenberg, Friedau, Ober-Radkersburg, Pettau, Rohitsch, Rann, Drachenburg, Lichtenwald) zuständig.
In der V. Legislaturperiode repräsentierte er für Steiermark die Städte 7 (Marburg, Windisch-Feistritz, Windischgratz, Hohenmauthen, Mahrenberg, Saldenhofen, Pettau, St. Leonhard, Friedau, Luttenberg, Polstrau) im Abgeordnetenhaus.
Er trat am 27. November 1875 nach vorheriger Aufforderung zum Erscheinen als Abgeordneter zurück. Hintergrund seines Rücktritts war der am 25. November 1875 eingelangte Antrag des Kreisgerichts Cilli auf Aufhebung der Immunität wegen des Antrags der Staatsanwaltschaft auf Einleitung der Voruntersuchung und Verhängung der Untersuchungshaft. Ihm wurde das Verbrechen des Betruges durch Wechselfälschung vorgeworfen.

## Klubmitgliedschaften
Friedrich Brandstetter war ab Ende April 1871 im Klub der äußersten Linken, ab dem 17. Januar 1872 im Klub der Verfassungspartei und ab 1873 im Fortschrittsklub.